# SummerSlam (1995)
SummerSlam 1995 est le huitième SummerSlam, pay-per-view de catch produit par la World Wrestling Entertainment. Il s'est déroulé le 27 août 1995 au Pittsburgh Civic Arena de Pittsburgh en Pennsylvanie.
En France, cet évènement a fait l'objet d'une diffusion sur Canal+.

## Résultats
| #                                                          | Résultats                                                                 | Stipulations                                           | Durée |
| ---------------------------------------------------------- | ------------------------------------------------------------------------- | ------------------------------------------------------ | ----- |
| 1                                                          | Hakushi bat The 1-2-3 Kid                                                 | Match simple                                           | 09:27 |
| 2                                                          | Hunter Hearst Helmsley bat Bob Holly                                      | Match simple                                           | 07:10 |
| 3                                                          | The Smokin' Gunns (Billy et Bart) battent The Blu Brothers (Jacob et Eli) | Tag team match                                         | 06:09 |
| 4                                                          | Barry Horowitz bat Skip (avec Sunny)                                      | Match simple                                           | 11:21 |
| 5                                                          | Bertha Faye (avec Harvey Wippleman) bat Alundra Blayze (c)                | Match simple pour le WWF Women's Championship          | 04:14 |
| 6                                                          | The Undertaker (avec Paul Bearer) bat Kama (avec Ted DiBiase)             | Casket match                                           | 16:26 |
| 7                                                          | Bret Hart bat Isaac Yankem par disqualification                           | Match simple                                           | 16:07 |
| 8                                                          | Shawn Michaels (c) bat Razor Ramon                                        | Ladder match pour le WWF Intercontinental Championship | 25:04 |
| 9                                                          | Diesel (c) bat King Mabel (avec Sir Mo)                                   | Match simple pour le WWF Championship                  | 09:14 |
| (c) désigne le champion défendant son titre dans le match. |                                                                           |                                                        |       |